# Stéphane Lasme
Yann Ulrich Stéphane Lasme (Port-Gentil, 17 dicembre 1982) è un ex cestista gabonese.

## Biografia
Lasme frequenta il Collège Raponda Walker, Leon MBA, di Port-Gentil, dopo è negli Stati Uniti per l'University of Massachusetts Amherst, nel quale inizia una brillante carriera come giocatore che lo porterà nella NBA.
Nell'agosto 2016 stato squalificato 10 mesi dalla federazione turca per essere risultato positivo al THC in due controlli antidoping svolti durante i playoff.

## Carriera

### NBA
Nel giugno 2007 viene selezionato al secondo giro, 46ª scelta, del draft NBA 2007 dai Golden State Warriors. Coi Warriors giocò solo 4 secondi prima di venire tagliato in novembre. Il 17 del mese stesso viene ceduto ai Los Angeles D-Fenders, nella NBDL. Il 21 marzo sigla un contratto coi Miami Heat, che lo tagliano dopo un infortunio. Conclude la stagione americana nel settembre 2008, passando al Partizan Belgrado.

### Europa
Il 21 settembre 2008 sigla un contratto annuale con il Partizan Belgrado. Dopo tre gare in Eurolega, il cestista gabonese è secondo nelle classifiche di stoppate e rimbalzi.
Nell'estate 2009 passa al Maccabi Tel Aviv, che ha bisogno della sua fisicità e potenza per affiancarle a quelle di Maciej Lampe.

## Statistiche

### College
| Anno      | Squadra         | PG  | PT | MP   | TC%  | 3P% | TL%  | RP  | AP  | PRP | SP  | PP   |
| --------- | --------------- | --- | -- | ---- | ---- | --- | ---- | --- | --- | --- | --- | ---- |
| 2003-2004 | UMass Minutemen | 29  | 2  | 13,3 | 54,2 | -   | 44,1 | 3,4 | 0,4 | 0,3 | 1,8 | 3,2  |
| 2004-2005 | UMass Minutemen | 28  | 28 | 23,2 | 57,0 | -   | 70,1 | 5,3 | 1,2 | 1,0 | 2,6 | 6,3  |
| 2005-2006 | UMass Minutemen | 28  | 27 | 29,1 | 60,9 | -   | 62,8 | 7,0 | 1,1 | 0,8 | 3,9 | 10,5 |
| 2006-2007 | UMass Minutemen | 33  | 33 | 30,6 | 61,1 | -   | 62,2 | 9,5 | 0,8 | 0,9 | 5,1 | 13,5 |
| Carriera  | Carriera        | 118 | 90 | 24,2 | 59,5 | -   | 62,2 | 6,4 | 0,9 | 0,7 | 3,4 | 8,6  |

### NBA

#### Regular Season
| Anno      | Squadra       | PG | PT | MP   | TC%  | 3P% | TL%  | RP  | AP  | PRP | SP  | PP  |
| --------- | ------------- | -- | -- | ---- | ---- | --- | ---- | --- | --- | --- | --- | --- |
| 2007-2008 | G.S. Warriors | 1  | 0  | 0,0  | -    | -   | -    | 0,0 | 0,0 | 0,0 | 0,0 | 0,0 |
| 2007-2008 | Miami Heat    | 15 | 4  | 20,2 | 45,1 | -   | 59,4 | 3,5 | 0,2 | 0,9 | 1,5 | 5,5 |
| Carriera  | Carriera      | 16 | 4  | 18,9 | 45,1 | -   | 59,4 | 3,3 | 0,2 | 0,8 | 1,4 | 5,2 |

### G League
| Anno      | Squadra         | PG | PT | MP   | TC%  | 3P%  | TL%  | RP  | AP  | PRP | SP  | PP   |
| --------- | --------------- | -- | -- | ---- | ---- | ---- | ---- | --- | --- | --- | --- | ---- |
| 2007-2008 | L.A. D-Fenders  | 37 | 14 | 29,0 | 52,0 | -    | 75,8 | 7,5 | 1,2 | 1,0 | 2,6 | 10,6 |
| 2010-2011 | Maine Red Claws | 10 | 0  | 20,1 | 41,1 | 14,3 | 62,2 | 6,0 | 0,7 | 0,8 | 0,6 | 7,0  |
| 2016-2017 | Texas Legends   | 19 | 15 | 27,2 | 54,6 | 41,9 | 72,5 | 7,0 | 1,1 | 1,0 | 3,3 | 11,8 |
| Carriera  | Carriera        | 66 | 29 | 27,1 | 51,6 | 38,0 | 73,0 | 7,1 | 1,1 | 1,0 | 2,5 | 10,4 |

### Eurolega
| Anno      | Squadra          | PG  | PT | MP   | TC%  | 3P%  | TL%  | RP  | AP  | PRP | SP  | PP   |
| --------- | ---------------- | --- | -- | ---- | ---- | ---- | ---- | --- | --- | --- | --- | ---- |
| 2008-2009 | Partizan         | 19  | 9  | 25,9 | 49,6 | 22,2 | 69,1 | 6,6 | 0,7 | 0,9 | 1,5 | 10,6 |
| 2009-2010 | Maccabi Tel Aviv | 20  | 9  | 18,8 | 46,1 | 0,0  | 70,6 | 4,4 | 0,8 | 1,0 | 1,4 | 6,5  |
| 2012-2013 | Panathīnaïkos    | 28  | 9  | 23,9 | 57,1 | -    | 76,7 | 6,1 | 0,5 | 0,4 | 1,9 | 10,0 |
| 2013-2014 | Panathīnaïkos    | 28  | 25 | 21,1 | 51,5 | 0,0  | 82,5 | 4,8 | 0,6 | 0,8 | 1,0 | 8,9  |
| 2014-2015 | Anadolu Efes     | 28  | 17 | 19,4 | 51,9 | 0,0  | 58,5 | 3,8 | 1,0 | 0,6 | 0,8 | 6,8  |
| 2018-2019 | Panathīnaïkos    | 18  | 8  | 16,2 | 53,0 | 100  | 67,9 | 2,8 | 0,4 | 0,6 | 0,8 | 5,1  |
| Carriera  | Carriera         | 141 | 77 | 21,0 | 52,1 | 25,0 | 72,9 | 4,8 | 0,7 | 0,7 | 1,2 | 8,1  |

### Eurocup
| Anno       | Squadra      | PG | PT | MP   | TC%  | 3P%  | TL%  | RP  | AP  | PRP | SP  | PP   |
| ---------- | ------------ | -- | -- | ---- | ---- | ---- | ---- | --- | --- | --- | --- | ---- |
| 2015-2016† | Galatasaray  | 24 | 23 | 25,1 | 61,1 | 0,0  | 84,4 | 6,6 | 0,6 | 0,6 | 1,4 | 11,2 |
| 2017-2018  | UNICS Kazan' | 19 | 17 | 28,2 | 56,4 | 60,0 | 72,4 | 6,4 | 0,6 | 0,7 | 2,5 | 14,6 |
| Carriera   | Carriera     | 43 | 40 | 26,5 | 58,7 | 30,0 | 77,5 | 6,5 | 0,6 | 0,7 | 1,9 | 12,7 |

## Palmarès

### Squadra
- Campionato serbo: 1

Partizan Belgrado: 2008-09
- Campionato greco: 2

Panathinaikos: 2012-2013, 2013-14
- Coppa di Serbia: 1

Partizan Belgrado: 2009
- Coppa di Israele: 1

Maccabi Tel Aviv: 2009-10
- Coppa di Grecia: 2

Panathinaikos:	2012-13, 2013-14
- Coppa di Turchia: 1

Anadolu Efes: 2014-15
- Lega Adriatica: 1

Partizan Belgrado: 2008-09
- Eurocup: 1

Galatasaray: 2015-16

### Individuali
- NBA Development League Defensive Player of the Year Award: 1

Los Angeles D-Fenders: 2007-08
- Euroleague Best Defender: 1

Panathinaikos: 2012-13
- A1 Ethniki MVP: 1

Panathinaikos: 2012-13
- A1 Ethniki MVP finali: 1

Panathīnaïkos: 2012-13
- All-Euroleague Second Team: 1

Panathinaikos: 2013-014
- All-Eurocup Second Team: 1

Galatasaray: 2015-16
- Eurocup Finals MVP: 1

Galatasaray: 2015-16